# What About Me? (1 Giant Leap)
What About Me? è il secondo album in studio del gruppo musicale britannico 1 Giant Leap, composto da Jamie Catto e Duncan Bridgeman. Il disco è stato pubblicato nel 2009.

## Tracce

### CD 1
1. Come to the Edge (feat. Lila Downs & Huun Huur Tu)
2. Each Step Moves Us On (feat. Zap Mama & Speech)
3. How Can I Be a Better Friend to You? (feat. Bobby Whiskers, Jhelisa Anderson & Maxi Jazz)
4. There's Nothing Wrong With Me (feat. Jhelisa Anderson & Oumou Sangaré)
5. Are You My Love? (feat. Daniel Lanois & Eddi Reader)
6. Wounded in All the Right Places (feat. k.d. lang)
7. I Have Seen Trouble (feat. Aluta & Michael Stipe)
8. Solita Sin Solidad (feat. Lila Downs & Carlos Santana)
9. Serenity Prayer (feat. Huun Huur Tu, MXO & Eddi Reader)
10. 1 Small Step (feat. Baaba Maal & Nana Tsiboe)
11. Why Must I Feel Like This Today? (feat. Baaba Maal, Michael Franti, Ulali, Radio Active & Krishna)

### CD 2
1. Under a Stormy Sky / I've Been Away (feat. Haale, Michael Franti, Maxi Jazz, Eddi Reader & Daniel Lanois)
2. What I Need Is Something Different (feat. Speech & Boots Riley)
3. Mothers, Don't Cry (feat. Miss Honda, Ramata Diakité & Miles Solay)
4. The Truth Is Changing (feat. Will Young & Amapondo)
5. Freedom (feat. Nana Tsiboe & African Show Boys)
6. Arrival (feat. Alanis Morissette, Eugene Hütz, Al Tanbura & Aida Samb)
7. Forgive Me (feat. Sharon Lewis, Suzue & Amjad Ali Khan)
8. Set Me Free (feat. Yungchen Lhamo, Rokia Traoré, Sussan Deyhim & Joseph Arthur)
9. What I Need Is Something Different (Dub) (feat. Speech & Boots Riley)